# Combe (Herefordshire)
Pour les articles homonymes, voir Combe (homonymie).
Combe est une paroisse civile et un village du Herefordshire, en Angleterre.